# Youth Equestrian Games 2022
| Youth Equestrian Games 2022 | Youth Equestrian Games 2022                    |
| --------------------------- | ---------------------------------------------- |
| Austragungsort:             | Hauptstadion, Aachen, Deutschland              |
| Teilnehmende Sportler:      | 30 Springreiter                                |
| Internet:                   | Youth Equestrian Games 2022 auf inside.fei.org |

Bei den FEI Youth Equestrian Games 2022 handelte es sich um eine einmalig vom Weltpferdesportverband FEI ausgetragene Sportveranstaltung für Reiterinnen und Reiter der Geburtenjahrgänge 2004 bis 2007. Dort werden vom 29. Juni bis zum 2. Juli 2022 zwei Wettbewerbe im Springreiten ausgetragen.

## Veranstaltung und Modus
Die Youth Equestrian Games 2022 dienten als Ersatzveranstaltung für die Olympischen Jugend-Sommerspiele 2022, die auf 2026 verschoben wurden. Da durch diese Verschiebung mehrere Jahrgänge junger Reiter keine Chance auf eine Teilnahme an Olympische Jugendspielen hatten, wurde mit den Youth Equestrian Games ein Turnier mit fast identischem Modus geschaffen.
Als Austragungsort wurde Aachen gewählt – konkret eines der größten Reitstadien der Welt, das Hauptstadion Aachen. Die Wettbewerbe fanden im Rahmen des CHIO Aachen 2022 statt.
Das Teilnehmerfeld umfasste 30 Reiter, ein Startplatz steht hierbei der gastgebenden Nation zu. Nachdem 2010, 2014 und 2018 kein deutscher Reiter bei den Reitsportwettbewerben der Olympischen Jugend-Sommerspiele am Start gewesen war, stellten die Youth Equestrian Games 2022 damit eine Premiere für den deutschen Reitsport dar.
Die Reiter bei den Youth Equestrian Games gingen nicht mit ihren eigenen Pferden an den Start, stattdessen wurden ihnen Leihpferde zugelost. Dementsprechend waren auch Anforderungen der Prüfungen angepasst, die Hindernishöhen von bis zu 1,30 Meter waren gut 10 cm niedriger als bei den Europameisterschaften der gleichen Jahrgänge.
Im Mannschaftswettbewerb gab es keine Nationenequipen. Stattdessen wurden kontinentale Mannschaften aus je fünf Reitern gebildet. Die Qualifikation für die Mannschaften erfolgte über die kontinentalen Meisterschaften der Junioren. Da es diese ausschließlich in Europa und Nordamerika gab, diente bei den übrigen Nationen über die kontinentale Rangierung bei der FEI World Jumping Challenge aus Qualikikationskriterium.

## Prüfungen und Ergebnisse
Die Pferde wurden ihren Reitern fast eine Woche vor dem ersten Wettbewerb zugelost. Zuvor wurde die Gesundheit aller Pferde in einer veterinärmedizinischen Untersuchung überprüft. Zwischen dem 25. und 28. Juni 2022 hatten die ausgelosten Pferd-Reiter-Paare in zwei Trainingsphasen und einem Aufwärmprüfung im Hauptstadion die Möglichkeit, sich für den gemeinsamen Wettbewerb zusammenzufinden.

### Mannschaftsspringen
Bei dem Mannschaftsspringen handelte es sich um eine Springprüfung mit zwei Umläufen und (bei Punktgleichheit auf den Medaillenrängen) einmaligem Stechen. Die Höhe der Hindernisse betrug hier bis zu 1,20 Meter. Pro Mannschaft und Umlauf gingen die drei besten Ergebnisse in die Wertung ein. Die Prüfung fand auf zwei Tage aufgeteilt statt: Der erste Umlauf stand am 29. Juni ab 11:30 Uhr an, der Rest der Prüfung wurde am 30. Juni ab 16:15 Uhr durchgeführt.
Die Reiter wurden in die Mannschaften Europa, Nordamerika, Südamerika, Afrika, Asien und Australasien aufgeteilt. Der arabische Kulturraum war hierbei mit Reitern in den Mannschaften Afrikas, Asiens und Australasiens stark vertreten.
Nach dem ersten Umlauf lagen mit Europa, Nordamerika, Afrika und Asien vier Equipen mit einem Null-Fehler-Ergebnis auf Platz eins. Die asiatische Mannschaft verzeichnete im zweiten Umlauf neben zwei fehlerfreien Runden drei Ritte mit je einem Springfehler. Somit erhöhte sich für diese Mannschaft das Ergebnis auf vier Strafpunkte. Die anderen drei Kontinentalmannschaften, die im ersten Umlauf fehlerfrei geblieben waren, konnten unter Ausnutzung der Streichergebnisse ihren Punktestand bei null Strafpunkten halten. Daher war ein Stechen zwischen Europa, Nordamerika und Afrika erforderlich. Pro Equipe ging dabei je ein Reiter mit seinem Pferd in einem verkürzten Springkurs nochmals an den Start.
Im Stechen blieben alle drei Paare ohne Fehler, auch in der Zeit lagen sie eng beieinander. Das Endergebnis entsprach auf den Medaillenrängen exakt jenem der Springreit-Mannschaftsentscheidung der Jugend-Sommerspiele 2018: Nordamerika gewann Gold, Europa Silber und die Bronzemedaille errang Afrika.
| Platz                                    | Mannschaft   | Reiter und Pferde                         | Strafpunkte | Strafpunkte | Strafpunkte | Strafpunkte | Zeit    |
| Platz                                    | Mannschaft   | Reiter und Pferde                         | 1. Umlauf   | 2. Umlauf   | Gesamt      | Stechen     | Stechen |
| 1                                        | Nordamerika  | Nordamerika                               | 0           | 0           | 0           | 0           | 32,26 s |
| ---------------------------------------- | ------------ | ----------------------------------------- | ----------- | ----------- | ----------- | ----------- | ------- |
|                                          |              | Mimi Gochman mit Merino van de Achterhoek | 0           | 0           |             | 0           | 32,26 s |
| Carlos Andrés Meany Morataya mit Annelie | 0            | 0                                         |             |             |             |             |         |
| Gabriela Maradiaga mit DSP Goldquelle    | 0            | (4)                                       |             |             |             |             |         |
| Shannon Grubba mit Volk d'Erminig        | (0)          | 0                                         |             |             |             |             |         |
| Xaviera Maurer Buch mit Lawita           | (0)          | (0)                                       |             |             |             |             |         |
| 2                                        | Europa       | Europa                                    | 0           | 0           | 0           | 0           | 32,59 s |
|                                          |              | Bart Jay Junior Vandecasteele mit Haya    | 0           | 0           |             |             |         |
| Charlotte Höing mit Andy'sBoy Bretoniere | 0            | 0                                         |             |             |             |             |         |
| Annie Mayo Vatidis mit Despacita         | (4)          | (4)                                       |             |             |             |             |         |
| Jeanne Hirel mit Galliano                | (4)          | 0                                         |             |             |             |             |         |
| Claudia Moore mit Largo van de Molenhoek | 0            | (0)                                       | 0           | 32,59 s     |             |             |         |
| 3                                        | Afrika       | Afrika                                    | 0           | 0           | 0           | 0           | 33,33 s |
|                                          |              | Elyes Chaouachi mit Maestro v. Donkhoeve  | (0)         | 0           |             |             |         |
| Amy Hay mit Ypaejae Jeremy               | 0            | (4)                                       |             |             |             |             |         |
| Haya Osama El Borai mit Jadzia           | 0            | 0                                         |             |             |             |             |         |
| Jad Guerraoui mit Lady Angeles           | 0            | 0                                         | 0           | 33,33 s     |             |             |         |
| Thomas van Rijckevorsel mit Lucy         | (0)          | (0)                                       |             |             |             |             |         |
| 4                                        | Asien        | Asien                                     | 0           | 4           | 4           |             |         |
| 5                                        | Australasien | Australasien                              | 4           | 4           | 8           |             |         |
| 6                                        | Südamerika   | Südamerika                                | 12          | 8           | 20          |             |         |

(Ausgeklammerte Strafpunkte zählen als Streichergebnis nicht für das Mannschaftsergebnis)

### Einzelspringen
Das Einzelspringen wurde am Samstag, den 2. Juli 2022 ab 13:15 Uhr durchgeführt. Hierbei handelt es sich um eine Springprüfung mit einmaligem Stechen über Hindernisse bis zu 1,30 Meter Höhe. Im Springen der Einzelwertung waren alle 30 Reiter startberechtigt.
18 der 30 Starterpaare blieben im Normalumlauf ohne Fehler und zogen in das Stechen ein. Um bei einem so großen Stechen eine Chance auf eine Medaille zu haben, mussten die Teilnehmer nicht nur erneut fehlerfrei bleiben, sondern auch sehr schnell sein. Die Zeiten aller drei Medaillengewinner lagen weniger als eine Sekunde auseinander. Gold ginge an den Südafrikaner Thomas van Rijckevorsel, Silber an Marokkaner Jad Guerraoui, die beide bis hierhin noch nicht über große Erfahrungen im internationalen Sport verfügten. Die Bronzemedaille gewann die 17-jährige US-Amerikanerin Mimi Gochman. Gochman verfügte bereits über Erfolge in internationalen Prüfungen bis auf 1,60 Meter-Niveau, so war sie im Juni 2022 Dritte im Großen Preis des CSI 4* in Devon (Pennsylvania) geworden.
Nochmals eine halbe Sekunde schneller als van Rijckevorsel war im Stechen Charlotte Höing mit dem Wallach Andy'sBoy Bretoniere. Ein Hindernisfehler am letzten Hindernis ließ die deutsche Reiterin die Prüfung auf Platz zehn beenden.
| Rang | Reiter                        | Pferd                    | 1. Umlauf | Stechen     | Stechen  |
| Rang | Reiter                        | Pferd                    | 1. Umlauf | Strafpunkte | Zeit (s) |
| ---- | ----------------------------- | ------------------------ | --------- | ----------- | -------- |
| 1    | Thomas van Rijckevorsel       | Lucy                     | 0         | 0           | 31,69    |
| 2    | Jad Guerraoui                 | Lady Angeles             | 0         | 0           | 31,83    |
| 3    | Mimi Gochman                  | Merino van de Achterhoek | 0         | 0           | 32,56    |
| 4    | Saad Ahmed al-Saad            | DSP Cessy                | 0         | 0           | 32,83    |
| 5    | Bart Jay Junior Vandecasteele | Haya                     | 0         | 0           | 33,33    |
| 6    | Claudia Moore                 | Largo van de Molenhoek   | 0         | 0           | 33,71    |